# Дэй-Льюис, Сесил
Сесил Дэй-Льюис (англ. Cecil Day-Lewis; 27 апреля 1904 года, Баллинтуберт, Ирландия — 22 мая 1972 года, Хэдлей Вуд, Англия) — англо-ирландский поэт, писатель, переводчик, поэт-лауреат Соединённого Королевства в 1968—1972 годах, автор детективных романов, изданных под псевдонимом Николас Блейк (англ. Nicholas Blake).
Во время Второй мировой войны Дэй-Льюис работал редактором публикаций в Министерстве информации правительства Великобритании, а также служил в Масберском отделении британской внутренней гвардии. Он является отцом актёра Дэниела Дэй-Льюиса и Тэмасин Дэй-Льюис (англ.), документалиста и ведущей кулинарной телепередачи.

## Биография

### Ранняя жизнь
Сесил Дэй-Льюис родился в 1904 году в Баллинтуберте, графство Куинс (ныне известно как графство Лиишь), Ирландия. Он был сыном Фрэнка Дэй-Льюиса (1872—1937), настоятеля прихода Баллинтуберта, и Кэтлин Блейк (урожденная Сквайрс; умерла в 1906 году). Некоторые из его родственников были родом из Англии (графства Хартфордшир и Кентербери). Его отец взял фамилию «Дэй-Льюис» как комбинацию фамилий своего родного отца («Дэй») и приемного отца («Льюис»). В автобиографии «The Buried Day» (1960) Дэй-Льюис писал:
Как писатель я не использую дефис в своей фамилии – кусок перевёрнутого снобизма, который дал довольно смешанные результаты.
После смерти матери в 1906 году, когда ему было два года, Сесил Дэй-Льюис воспитывался в Лондоне отцом с помощью тети, проводя летние каникулы у родственников в графстве Уэксфорд. Он получил образование в Шерборнской школе и Уодхэм-колледже (англ.) в Оксфорде. В Оксфорде Дэй-Льюис стал частью круга, собравшегося вокруг У. Х. Одена и помогавшего ему редактировать сборник «Oxford Poetry 1927». Его первый собственный сборник стихов, «Beechen Vigil», был издан в 1925 году.
В 1928 году, когда Дэй-Льюис работал учителем в трёх школах, включая Ларчфилдскую школу, Хеленсбург, Шотландия (ныне Ломондская школа), он женился на Констанс Мэри Кинг. В течение 1940-х годов у него был долгий и беспокойный роман с писательницей Розамунд Леманн (англ.). Первый брак писателя был расторгнут в 1951 году, и он женился на актрисе Джилл Бэлкон (англ.), дочери Майкла Бэлкона, не принявшего этот брак и впоследствии отдалившегося от дочери из-за того, что Дэй-Льюис был старше Джилл на 21 год.

### Поздняя жизнь
Во время Второй мировой войны он работал редактором публикаций в Министерстве информации Великобритании - учреждении, высмеянном Джорджем Оруэллом в его антиутопии "1984". Во время Второй мировой войны творчество Одена, близкого друга Дэй-Льюиса, потеряло влияние над Сесилом, и он развивал более традиционный стиль лирики. Некоторые критики считают, что он достиг своего полного роста как поэт в Word Over All (1943), когда он, наконец, перестал быть зависимым от Одена. После войны присоединился к издательству Chatto & Windus в качестве директора и старшего редактора.
В 1946 году Дэй-Льюис был лектором в Кембриджском университете, публикуя свои лекции в The Poetic Image (1947). Дэй-Льюис был произведен в командиры самого превосходного Ордена Британской империи Георгом VI в юбилей монарха в 1950 году. Позже преподавал поэзию в Оксфорде с 1951 по 1956 год.[8] В 1962—1963 годах вновь работал в Гарвардском университете. Дэй-Льюис был назначен поэтом-лауреатом в 1968 году, после смерти годом ранее Джона Мэйсфилда.
Дэй-Льюис был председателем литературной группы, вице-президентом Королевского литературного общества, почетным членом Американской академии искусств и литературы, членом Ирландской академии литературы, профессором риторики в Грэшем-колледже, Лондон.

### Смерть
Сесил Дэй-Льюис умер от рака поджелудочной железы 22 мая 1972 года в возрасте 68 лет в Леммонсе, Хартфордши, в доме Кингсли Эймиса и Элизабет Джейн Говард, где он и его семья останавливались. Будучи большим поклонником Томаса Харди, был похоронен рядом с его могилой в церкви Святого Михаила в Стинсфорде, Дорсет. Эпитафия на его могиле - цитата из стихотворения Is it Far to Go? самого Дэй-Льюиса.
Дэй-Льюис был отцом четверых детей . Детьми от первого брака были Шон Дэй-Льюис, телевизионный критик и писатель, и Николас Дэй-Льюис, ставший инженером. В браке с Джилл Бэлкон родились Тэмасин Дэй-Льюис и Дэниел Дэй-Льюис. Шон Дэй-Льюис опубликовал биографию своего отца, C. Day Lewis: an English Literary Life, в 1980 году.
В октябре 2012 года Дэниел Дэй-Льюис пожертвовал архив своего отца Бодлианской библиотеке.

## Николас Блейк
В 1935 году Дэй-Льюис написал детективный роман «Требуются доказательства» под псевдонимом Николас Блейк (существует версия, что на написания подобного рода романа его подтолкнула нужда в деньгах и протекаемая крыша). В дебютном детективном романе Дэй-Льюиса был представлен персонаж будущей серии романов Николаса Блейка Найджел Стрейнджуэйс, сыщик-любитель и джентльмен-детектив, который, будучи племянником помощника комиссара Скотленд-Ярда, имеет такой же доступ и хорошие отношения с официальными органами расследования преступлений, как и те, которыми пользуются другие вымышленные сыщики, такие как Эллери Куин, Фило Вэнс и лорд Питер Уимзи. Изначально Найджел Стрейнджуэйс был смоделирован по образцу У. Х. Одена, но с продвижением серии Дэй-Льюис развил персонажа как гораздо менее экстравагантную и более серьезную фигуру к более поздним романам.
Дэй-Льюис опубликовал еще девятнадцать детективных романов под псевдонимом. С середины 1930-х годов Дэй-Льюис мог зарабатывать себе на жизнь исключительно писательством.

## Политические взгляды
В молодости, после окончания Великой депрессии, Дэй-Льюис принял коммунистические взгляды, и пробыл членом Коммунистической партии Великобритании с 1935 по 1938 год. Его ранняя поэзия была отмечена дидактичностью и увлеченностью социальными темами. В 1937 году он отредактировал книгу «The Mind in Chains: Socialism and the Cultural Revolution», в предисловии которой он поддержал Народный фронт против «капитализма, который больше не нуждается в культуре». Он объясняет, что название относится к Прометею, скованному цепями, и цитирует предисловие Шелли к «Prometheus Unbound».
После конца 1930-х годов, которые были отмечены массовыми чистками, репрессиями и казнями в СССР при Иосифе Сталине, Дэй-Льюис постепенно разочаровался в коммунизме. В автобиографии «The Buried Day» (1960) он отрекается от прежних коммунистических взглядов. Его детективный роман «В аду нет выбора» (1964) содержит язвительное изображение коммунистов-доктринёров, репрессий Советского Союза против венгерского восстания 1956 года и тактики советских разведчиков.

## Избранная библиография

### Поэтические сборники
- Transitional Poem (1929)
- From Feathers to Iron (1931)
- Collected Poems 1929–1933 (1935)
- A Time to Dance and Other Poems (1935)
- Overtures to Death (1938)
- Short Is the Time (1945)
- Collected Poems (1954)
- Pegasus and Other Poems (1957)
- The Gate, and Other Poems (1962)
- The Whispering Roots and Other Poems (1970)[25]
- The Complete Poems of C.Day-Lewis (1992)[16]
- A New Anthology of Modern Verse 1920–1940 (1941); под редакцией Л. А. Дж. Стронга.
- The Chatto Book of Modern Poetry 1915–1955 (1956); под редакцией Джона Лемана.

### Сборники эссе
- A Hope for Poetry (1934)[25]
- Poetry for You (1944)
- The Poetic Image (1947)

### Переводы
- Georgics (автор Вергилий) (1940)[27]
- Le Cimetière Marin (автор Поль Валери) (1946)
- Eclogues (автор Вергилий) (1963)[16][25]

### Романы, изданные под собственным именем

#### Автобиография
- The Buried Day (1960)

#### Романы
- The Friendly Tree (1936)
- Starting Point (1937)
- Child of Misfortune (1939)

#### Детская литература
- Dick Willoughby (1933)
- The Otterbury Incident (Происшествие в Оттербери, 1948)

### Николас Блейк

#### Найджел Стрейнджуэйс
- Требуются доказательства (англ. Question of Proof) (1935)
- Бренна земная плоть (англ. Thou Shell of Death) (1936; так же публиковалось как "Shell of Death" и переводилось как "Плоть - как трава") (1936)
- Убийство на пивоварне (англ. There's Trouble Brewing) (1937)
- Чудовище должно умереть (англ. The Beast Must Die) (1938)
- "Улыбчивый с ножом" (англ. The Smiler with the Knife) (1939).
- Malice in Wonderland (1940; так же публиковалось как The Summer Camp Mystery)
- Дело мерзкого снеговика (1941; англ. The Case of the Abominable Snowman, также публиковалось как The Corpse in the Snowman)
- Минута на убийство (англ. Minute for Murder) (1947)
- Голова путешественника (англ. Head of a Traveller) (1949; так же переводилось как "Тайна Плэш Медоу" и "Голова коммивояжера")
- The Dreadful Hollow (1953)
- The Whisper in the Gloom (1954; так же публиковалось как Catch and Kill)
- Конец главы (англ. End of Chapter) (1957; так же переводилось как "В конце главы" и "Решающая улика")
- Круиз вдовы (англ. The Widow's Cruise) (1959)
- The Worm of Death (1961)
- В аду нет выбора (англ. The Sad Variety) (1964)
- The Morning after Death (1966)

#### Вне серии
- A Tangled Web (1956; так же публиковалось как Death and Daisy Bland)
- A Penknife in My Heart (1958)
- Смертельный розыгрыш (англ. The Deadly Joker) (1963)
- Личная рана (англ. The Private Wound) (1968)